# Gentilés d'Italie
Cet article est destiné à rassembler l'ensemble des gentilés d'Italie classés par régions administratives.
Les gentilés pourront être donnés aux deux genres et nombres ou à défaut au masculin pluriel.

## Gentilés par divisions administratives
Italie : Italien, Italiens, Italienne, Italiennes ; glottonyme : italien
- - Les Italiotes sont le peuple antique qui s'était installé dans le sud de l'Italie : Italiote, Italiotes, Italiote, Italiotes (invariant au féminin).
  - Les Ritals est le titre d'un roman célèbre : Rital, Ritals, Ritale, Ritales.
  - en corse, on dit Taliani
  - capitale de l'Italie (et du Latium) : Rome : Romains

### Abruzzes
Abruzzais, Abruzzais, Abruzzaise, Abruzzaises
- l'Aquila : Aquilain, Aquilaine, Aquilains, Aquilaines
- Chieti : 'Chietin; Chietine, Chietins, Chietines'
- Montesilvano : Montesilvan, Montesilvane, Montesilvans, Montevilvanes
- Pescara : Pescarais, Pescaraise, Pescaraises
- Teramo : Téramois, Téramoise, Téramoises

### Basilicate
Lucaniens
- Potenza : Potentin, Potentins, Potentine, Potentines
- Matera : Matéolan, Matéolans, Matéolane, Matéolanes
- Melfi : Melfitain, Melfitaine, Melfitains, Melfitaines

### Calabre
Calabrais, Calabrais, Calabraise, Calabraises ; glottonyme : calabrais 
La Calabre fut d'abord habitée par les Brutiens.
- Cosenza : Cosentin, Cosentine, Cosentins, Cosentines
- Sybaris : Sybarite, Sybarites, Sybarite, Sybarites (à noter qu'on appelle sybarite une personne vivant dans les plaisirs, en souvenir des habitants de cette ancienne cité. Les sybarites s'adonnent au sybaritisme).
- Crotone : Crotonais, Crotonaise, Crotonaises
- Catanzare :Catanzarais, Catanzaraise, Catanzaraises
- Lamezia Terme : Lametin, Lametine, Lametins, Lametines
- Vibo Valentia (ancienne Hipponium) :
- Reggio de Calabre : Rhégien, Rhégiens, Rhégienne, Rhégiennes
- Locres: Locrien, Locrien, Locrienne, Locriennes

### Campanie
Campanien, Campaniens, Campanienne, Campaniennes
- Naples : Napolitain, Napolitains, Napolitaine, Napolitaines ; glottonyme : napolitain (on parle également de Parthénopéen, en référence au mythe de fondation de la ville).
- Acerra : Acerran, Acerrane, Acerrans, Acerranes
- Afragola : Afragolais, Afragolaise, Afragolaises
- Amalfi : Amalfitain, Amalfitains, Amalfitaine, Amalfitaines
- Andrie : Andrien, Andrienne, Andriens, Andriennes
- Avellino : Avellinois, Avellinoise, Avellinoises
- Aversa : Aversain, Aversaine, Aversaine, Aversaines
- Battipaglia : Battipaglien, Battipaglienne, Battipagliens, Battipagliennes
- Bénévent : Bénéventin, Bénéventins, Bénéventine, Bénéventines
- Caserte : Casertin, Casertins, Casertine, Casertines
- Cumes : Cuméen, Cuméens, Cuméenne, Cuméennes
- Capoue : Capouan, Capouans, Capouane, Capouanes
- île de Capri : Capriote, Capriotes, Capriote, Capriotes (invariant au féminin)
- Casalnuovo di Napoli : Casalnovien, Casalnovienne, Casalnoviens, Casalnoviennes
- Casoria : Casaurien, Casaurienne, Casauriens, Casauriennes (le nom français de la ville est Casaure)
- Castellammare di Stabia : Stabien, Stabienne, Stabiens, Stabiennes
- Cava de' Tirreni : Cavais, Cavaise, Cavaises
- Ercolano : Ercolan, Ercolane, Ercolans, Ercolanes
- Giugliano in Campania : Giuglianais, Giuglianaise, Giuglianaises
- Herculanum (Ercolano en italien): Herculanéen, Herculanéens, Herculanéenne, Herculanéennes
- île d'Ischia : Ischien, Ischienne, Ischiens, Ischiennes
  - Capri : Caprien, Caprienne, Capriens, Capriennes
- Marano di Napoli : Maranais, Maranaise, Maranaises
- Nole : Nolain, Nolains, Nolaine, Nolaines
- Pompéi : Pompéien, Pompéiens, Pompéienne, Pompéiennes
- Portici : Porticien, Porticienne, Porticiens, Porticiennes
- Pouzzoles (Pozzuoli en italien) :Putéole, Putéole, Putéoles, Putéoles (désigne plus particulièrement la cité antique (Puteoli en latin).
- Salerne :Salernitain, Salernitains, Salernitaine, Salernitaines
- Scafati : Scafatien, Scafatienne, Scafatiens, Scafatiennes
- Sorrente : Sorrentin, Sorrentine, Sorrentins, Sorrentines
- Torre del Greco : Torrais, Torraise, Torraises

### Émilie-Romagne
Émilien-Romagnol, Émiliens-Romagnols, Émilienne-Romagnole, Émiliennes-Romagnoles ; glottonyme : émilien-romagnol
- Émilie : Émilien, Émiliens, Émilienne, Émiliennes
- Romagne : Romagnol, Romagnols, Romagnole, Romagnoles ; glottonyme : romagnol
- Bologne : Bolonais, Bolonais, Bolonaise, Bolonaises
- Carpi : Carpien, Carpienne, Carpiens, Carpiennes
- Césène : Césenois, Césenoise, Césenoises
- Faïence : Faïencien, Faïencienne, Faïenciens, Faïenciennes
- Ferrare : Ferrarais, Ferrarais, Ferraraise, Ferraraises
- Forlì : Forlien, Forlienne, Forliens, Forliennes
- Imola : Imolais, Imolaise, Imolaises
- Modène : Modénais, Modénais, Modénaise, Modénaises
- Parme : Parmesan, Parmesans, Parmesane, Parmesanes
- Plaisance : Placentin, Placentins, Placentine, Placentines
- Ravenne : Ravennate, Ravennates, Ravennate, Ravennates (invariant au féminin)
- Reggio de Emilie : Reggien, Reggienne, Reggiens , Reggiennes
- Rimini : Riminais, Riminaise, Riminaises

### Frioul-Vénétie Julienne
- Frioul : Frioulan, Frioulans, Frioulane, Frioulanes ; glottonyme : frioulan
- Gorice : Goricien, Goricienne, Goriciens, Goriciennes
- Trieste : Triestin, Triestins, Triestine, Triestines
- Udine : Udinois, Udinois, Udinoise, Udinoises
- Pordenone : Pordenonais, Pordenonais, Pordenonaise, Pordenonaises

### Latiumou Lazio
Latin, Latins, Latine, Latines
- Rome : Romain, Romains, Romaine, Romaines
- Anzio : Anziatien, Anziatienne, Anziatiens, Anziatiennes
- Aprilia : Aprilien, Aprilienne, Apriliens, Apriliennes
- Civitavecchia : Civitavecchien, Civitavecchienne, Civitavecchiens, Civitavecchiennes
- Gaëte ou Gaète : Gaétan, Gaétans, Gaétane, Gaétanes
- Fiumicino : Fiumicinien, Fiumicinienne, Fiumiciniens, Fiumiciniennes
- Guidonia Montecelio : Guidonien, Guidonienne, Guidoniens, Guidoniennes
- Latina (ex Littoria) : Latin, Latine, Latins, Latines
- Ostie :
- Pomezia : Pometin, Pometine, Pometins, Pometines
- Tivoli : Tiburtin, Tiburtine, Tiburtins, Tiburtines
- Velletri : Veliternien, Veliternienne, Veliterniens, Veliterniennes
- Viterbe : Viterbois, Viterboise, Viterboises

### Ligurie
Ligure, Ligures, Ligure, Ligures
- Gênes : Génois, Génois, Génoise, Génoises
- Alassio : Alassin, Alassine, Alassins, Alassines
- Imperia : Impérien, Impérienne, Impériens, Impériennes
- Oneille :
- Port-Maurice :
- La Spezia : Spezzin, Spezzine, Spezzins, Spezzines
- Sanremo : Sanremasque, Sanremasques, Sanremasque, Sanremasques (invariant au féminin)
- Savone : Savonais, Savonaise, Savonaises
- Seborga : Seborgais, Seborgais, Seborgaise, Seborgaises ou  Seborgien, Seborgiens, Seborgienne, Seborgiennes
- Vintimille : Vintimillais, Vintimillais, Vintimillaise, Vintimillaises

### Lombardie
Lombard, Lombards, Lombarde, Lombardes ; glottonyme : lombard
- Milan : Milanais, Milanais, Milanaise, Milanaises
- Bergame : Bergamasque, Bergamasques, Bergamasque, Bergamasques (invariant au féminin)
- Brescia : Brescien, Brescienne, Bresciens, Bresciennes ; Brescian, Bresciane, Brescians, Brescianes, il a existé une République bresciane en 1797
- Busto Arsizio : Bustocchien, Bustocchienne, Bustocchiens, Bustocchiennes
- Cinisello Balsamo : Cinisellien, Cinisellienne, Ciniselliens, Ciniselliennes
- Côme : Comasque, Comasques, Comasque, Comasques (invariant au féminin). Le Petit Larousse 1906 indique « Comasques »[N 1] ; moins fréquemment, le terme « Cômois »[10] ; et plus rarement, le terme « Cômiens[N 2] ».
- Crémone : Crémonais, Crémonais, Crémonaise, Crémonaises
- Gallarate : Gallaratin, Gallaratine, Gallaratins, Gallaratines
- Legnano : Legnanais, Legnanaise, Legnanaises
- Mantoue : Mantouan, Mantouans, Mantouane, Mantouanes
- Monza : Monzien, Monzienne, Monziens, Monziennes
- Pavie : Pavesan, Pavesane, Pavesans, Pavesanes
- Rho : Rhodan, Rhodane, Rhodans, Rhodanes
- Sesto San Giovanni : Sestin, Sestine, Sestins, Sestines
- Sondrio :
- Varèse : Varesan, Varesane, Varesans, Varesanes
- Vigevano : Vigevanasque, Vigevanasques
- Voghera : Vogherais, Vogheraise, Vogheraises

### Marches
- Ancône : Ancônitain, Ancônitains, Ancônitaine, Ancônitains (à noter que le Petit Larousse 2026 et le Petit Robert 2026 écrivent Anconitains sans accent circonflexe).
- Ascoli Piceno : Ascolan, Ascolane, Ascolans, Ascolanes
- Fano : Fanais, Fanaise, Fanaises
- Fermo : Fermanais, Fermanaise, Fermanaises
- Macerata : Maceratais, Macerataise, Macerataises
- Pesaro : Pesarois, Pesaroise, Pesaroises
- Urbino : Urbinate, Urbinates

### Molise
Molisan, Molisane, Molisans, Molisanes
- Campobasso : Campobassien, Campobassienne, Campobassiens, Campobassiens

### Ombrie
Ombrien, Ombriens, Ombrienne, Ombriennes
- Pérouse : Pérugin, Pérugins, Pérugine, Pérugines
- Assise : Assisan, Assisane, Assisans, Assisanes
- Foligno : Folignate, Folignates
- Orvieto : Orviétan, Orviétans, Orviétane, Orviétanes
- Spolète : Spolétan, Spolétans, Spolétane, Spolétanes
- Terni : Ternien, Ternienne, Terniens, Terniennes

### Piémont
Piémontais, Piémontais, Piémontaise, Piémontaises ; glottonyme : piémontais
- Turin : Turinois, Turinois, Turinoise, Turinoises
- Alexandrie ou Alessandria : Alexandrin, Alexandrine, Alexandrins, Alexandrines
- Asti : Astigien, Astigienne, Astigiens, Astigiennes
- Biella : Biellais, Biellaise, Biellaises
- Châteaudauphin ou Casteldelfino : Casteladin, Casteladins, Casteladine, Casteladines
  - Collegno : Collegnais, Collegnaise, Collegnaises
- Coni : Conien, Conienne, Coniens, Coniennes
- Ivrée : Ivréen, Ivréenne
- Moncallier : Moncallierois, Moncallieroise, Moncallieroises
- Montferrat :
- Novare : Novarois, Novaroise, Novaroises
- Pignerol : Pignerolais, Pignerolais, Pignerolaise, Pignerolaises
- Pragela ou Pragelato : Pragerains ou Pragerons
- Saluces : Salucien, Salucienne, Saluciens, Saluciennes
- La Tour ou Torre Pellice :
- Val Germanasque ou Val Saint-Martin : Valmartiniens
- Val de Luserne ou Val Pellis : Vallarins ou Lusernois
- Verceil : Verceillois, Verceilloise, Verceilloises

### Pouilles
(Durant l'Antiquité : l'Apulie : Apulien, Apuliens, Apulienne, Apuliennes)
- Altamura : Altamuran, Altamurane, Altamurans, Altamuranes
- Andria : Andrien, Andrienne, Andriens, Andriennes
- Bari : Baresien, Baresienne, Baresiens, Baresiennes
- Barletta : Barlettan, Barlettane, Barlettan, Barlettanes
- Otrante : Otrantais, Otrantaise, Otrantais, Otrantaises (rarement : Otrantin)
- Bisceglie : Bisceglien, Bisceglienne, Biscegliens, Biscegliennes
- Bitonto : Bitontin, Bitontine, Bitontins, Bitontines
- Brindes : Brindisien, Brindisienne, Brindisiens, Brindisiennes
- Cérignole : Cérignolais, Cérignolaise, Cérignolaises
- Foggia : Foggien, Foggienne, Foggiens, Foggiennes
- Lecce : Leccien, Lecciens, Leccienne, Lecciennes
- Manfredonia : Manfredonien, Manfredonienne, Manfredoniens, Manfredoniennes
- Molfetta : Molfettien, Molfettienne, Molfettiens, Molfettiennes
- Salento : gentilé inconnu ; glottonyme : salentin)
- San Severo : Sanseverin, Sanseverine, Sanseverins, Sanseverines
- Sava : Savais, Savaise, Savaises
- Tarente : Tarentin, Tarentins Tarentine, Tarentines
- Trani : Tranien, Tranienne, Traniens, Traniennes

### Sardaigne
Sarde, Sardes, Sarde, Sardes (invariant au féminin) ; glottonyme : sarde
- Cagliari : Cagliaritain, Cagliaritains, Cagliaritaine, Cagliaritaines
- Sassari : Sassarois, Sassaroise, Sassaroises
- la Gallura : Gallurais, Gallurais, Galluraise, Galluraises ; glottonyme : gallurais
- Olbia : Olbien, Olbienne, Olbiens, Olbiennes
- Oristano : Oristanais, Oristanaise, Oristanaises
- Quartu Sant'Elena : Quartiens, Quartienne, Quartiens, Quartiennes
- Sanluri : Sanlurien, Sanlurienne, Sanluriens, Sanluriennes

### Sicile
Sicilien, Siciliens, Sicilienne, Siciliennes ; glottonyme : sicilien
- Palerme : Palermitain, Palermitains, Palermitaine, Palermitaines
- Agrigente : Agrigentin, Agrigentins, Agrigentine, Agrigentines
- Alcamo : Alcamais, Alcamaise, Alcamaises
- Bagheria : Bagherien, Bagherienne, Bagheriens, Bagheriennes
- Caltagirone : Calatin, Calatine, Calatins, Calatines
- Caltanissetta : Nissenien, Nissenienne, Nisseniens, Nisseniennes
- Catane : Catanais, Catanais, Catanaise, Catanaises
- Corleone : Corléonais, Corléonais, Corléonaise, Corléonaises
- Géla : Gélois, Géloise, Géloises
- Marsala : Marsalais, Marsalaise, Marsalaises
- Messine : Messinien, Messiniens, Messinienne, Messiniennes
- Modica : Modican, Modicane, Modicans, Modicanes
- Raguse : Ragusain, Ragusaine, Ragusains, Ragusaines
- Ségeste : Ségestien, Ségestienne, Ségestiens, Ségestiennes
- Sélinonte : Sélinontin, Sélinontine, Sélinontins, Sélinontines
- Syracuse : Syracusain, Syracusains, Syracusaine, Syracusaines
- Trapani : Trapanais, Trapanaise, Trapanaises
- Vittoria : Vittorien, Vittorienne, Vittoriens, Vittoriennes

### Toscane
Toscan, Toscans, Toscane, Toscanes ; glottonyme : toscan
- Florence : Florentin, Florentins, Florentine, Florentines
- Arezzo : Arétin, Arétins, Arétine, Arétines
- Carrare : Carrarien, Carrarienne, Carrariens, Carrariennes
- île d'Elbe : Elbois, Elbois, Elboise, Elboises
- Grosseto : Grossetan, Grossetane, Gropssetans, Grossetanes
- Livourne : Livournais, Livournais, Livournaise, Livournaises
- Lucques : Lucquois, Lucquois, Lucquoise, Lucquoises
- Massa : Massien, Massienne, Massiens, Massiennes
- Pise : Pisan, Pisans, Pisane, Pisanes
- Pistoie : Pistoien, Pistoienne, Pistoiens, Pistoiennes
- Prato : Pratois, Pratoise, Pratoises
- Scandicci : Scandiccien, Scandiccienne, Scandicciens, Scandicciennes
- Sienne : Siennois, Siennois, Siennoise, Siennoises
- Viareggio : Viareggien, Viareggienne, Viareggiens, Viareggiennes

### Trentin-Haut-Adige
- Trente : Trentin, Trentins, Trentine, Trentines (l'adjectif tridentin, tridentins, tridentine, tridentines se rapporte au concile de Trente).
- Bolzano/Bozen : Bolzanien, Bolzaniens, Bolzanienne, Bolzaniennes

### Vallée d'Aoste
Valdôtain, Valdôtains, Valdôtaine, Valdôtaines ; glottonyme : valdôtain
- Aoste : Aostois (rarem., Aostains)
- Allein : Allençois
- Antey-Saint-André : Antesans
- Arnad : Arnadins
- Arvier : Arvelains
- Avise : Avisiens
- Ayas: Ayassins
- Aymavilles : Aymavillain
- Bard : Bardois
- Bionaz : Bionassins
- Brissogne : Brissogneins
- Brusson : Brussonins
- Challand-Saint-Anselme : Challandins
- Challand-Saint-Victor : Challandins
- Chambave : Chambosards
- Chamois : Chamoisiens
- Champdepraz : Champdeprasiens
- Champorcher : Champorcherins
- Charvensod : Charvensolins
- Châtillon : Châtillonnais
- Cogne : Cogneins
- Courmayeur : Courmayeureins
- Donnas : Donnassins
- Doues : Doyards (Douvains)
- Émarèse : Émarésots
- Étroubles : Étroubleins
- Fénis : Fénisards
- Fontainemore : Fontainemorains
- Gaby : Gabençois
- Gignod : Gignoleins
- Gressan : Gressaneins
- Gressoney-La-Trinité : Gressonards
- Gressoney-Saint-Jean : Gressonards
- Hône : Hônois
- Introd : Introleins
- Issime : Issimois
- Issogne : Issogneins
- Jovençan : Jovençois
- La Magdeleine : Magdeleinois
- La Salle : Sallereins
- La Thuile : Thuilereins
- Lillianes : Lillinois
- Montjovet : Montjouvains
- Morgex : Morgeassins
- Nus : Neuveins
- Ollomont : Ollomonais
- Oyace : Rossons
- Perloz : Perlois
- Pollein : Polleinçois
- Pontboset : Pontbosards
- Pontey : Pontesans
- Pont-Saint-Martin : Saint-martinois
- Pré-Saint-Didier : Saint-didierins
- Quart : Quarteins
- Rhêmes-Notre-Dame : Rhêmois
- Rhêmes-Saint-Georges : Rhêmois
- Roisan : Roisaneins
- Saint-Christophe : Saint-christopherins (Crétoublains)
- Saint-Denis : Saint-denisots
- Saint-Marcel : Saint-marcelains
- Saint-Nicolas : Saint-nicolaëns
- Saint-Oyen : Saint-oyards
- Saint-Pierre : Saint-pierroleins
- Saint-Rhémy-en-Bosses : Saint-rhémiards (Bossoleins)
- Saint-Vincent : Sabins
- Sarre : Sarreleins
- Torgnon : Torgnoleins
- Valgrisenche : Valgriseins
- Valpelline : Valpellinois
- Valsavarenche : Valsavareins
- Valtournenche : Valtournains
- Verrayes : Verrayons
- Verrès : Verressiens
- Villeneuve : Villeneuvois

### Vénétie
Vénète, Vénète, Vénètes, Vénètes ; glottonyme : vénitien
- Venise : Vénitien, Vénitiens, Vénitienne, Vénitiennes
- Belluno : Bellunois, Bellunoise, Bellunoises
- Padoue : Padouan, Padouans, Padouane, Padouanes
- Rovigo : Rodigien, Rodigienne, Rodigiens, Rodigiennes
- Trévise : Trévisan, Trévisans, Trévisane, Trévisanes
- Vérone : Véronais, Véronais, Véronaise, Véronaises
- Vicence : Vicentin, Vicentins, Vicentine, Vicentines

## Gentilés divers
- Apennins (les) : Apennin, Apennine, Apennins, Apennines
- Deux-Siciles (les) :
- île de Lampedusa :
- Mezzogiorno (le) : Méridional, Méridionaux, Méridionale, Méridionales
- Plaine du Pô (la) : l'adjectif padan, padans, padane, padanes se rapporte au Pô
  - la République cispadane : « Cispadan, Cispadane, Cispadans, Cispadanes »
  - la République transpadane : « Transpadans, Transpadane, Transpadans, Transpadanes »